# Дьордь Клапка
Дьордь Клапка (угор. Klapka György, 7 квітня 1820 — 17 травня 1892) — угорський військовик, учасник Угорської революції 1848 року.

## Біографія
Дьордь Клапка народився в трансильванському місті Темешвар (зараз Тімішоара, Румунія). В 1838 році вступив до лав австрійської армій, де дослужився до офіцерського чину.

### Участь в революції

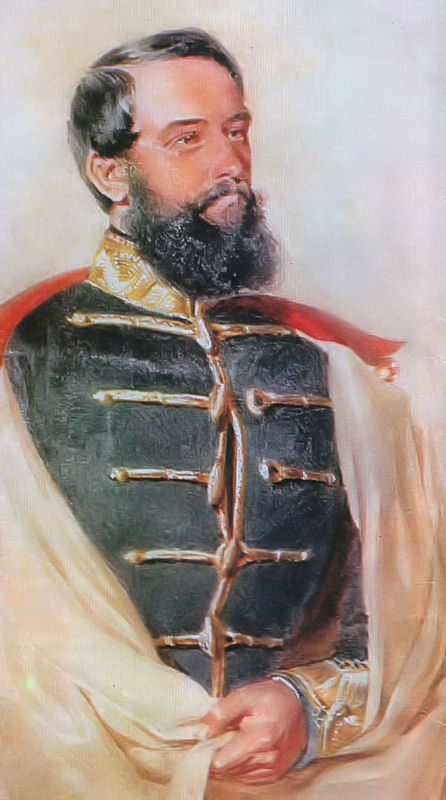

В 1848 році приєднався до угорських революційних військ, де швидко став одним з керівників революційної армії. Після початку бойових дій проти імператорської армії наприкінці 1848 року він замінив як головнокомандуючий північною армією Лазаря Месароша. Під керівництвом Клапки знаходилася армія чисельністю 18 000 чоловік, яка діяла на півночі, на території сучасної Словаччини.
В лютому — квітні 1849 року Клапка отримав ряд перемог над австрійцями (битви під Капольною, Надьшало та інші). В червні брав участь у битвах проти австрійців і росіян біля фортеці Коморн (сучасне угорське місто Комаром і словацьке Комарно). В липні, коли основна армія угорців під керівництвом залишила Коморн, Клапка став керівником гарнізону фортеці. Облога Коморна австрійцями продовжувалась до 23 вересня, і була невдалою. Лишо отримавши повідомлення про капітуляцію всіх угорських сил Клапка здав фортецю на досить почесних умовах.

### Еміграція
Післі поразки повстання генерал Клапка емігрував до Великої Британії, а потім Швейцарії. Разом з Лайошем Кошутом був однією з головних фігур угорської еміграції.
В 1864 році Клапка був запрошений Отто фон Бісмарком до Пруссії для формування угорського легіону в складі прусської армії з числа емігрантів і полонених. За задумом Бісмарка після початку війни між Пруссією та Австрією угорський легіон Клапки повинен був підняти повстання в Угорщині. Трьохтисячний легіон Клапки встиг, однак, лише перейти кордон. Розгром австрійців в битві при Садовій привів до швидкого підписання миру, і корпус Клапки повернувся до Пруссії.

### Повернення на батьківщину

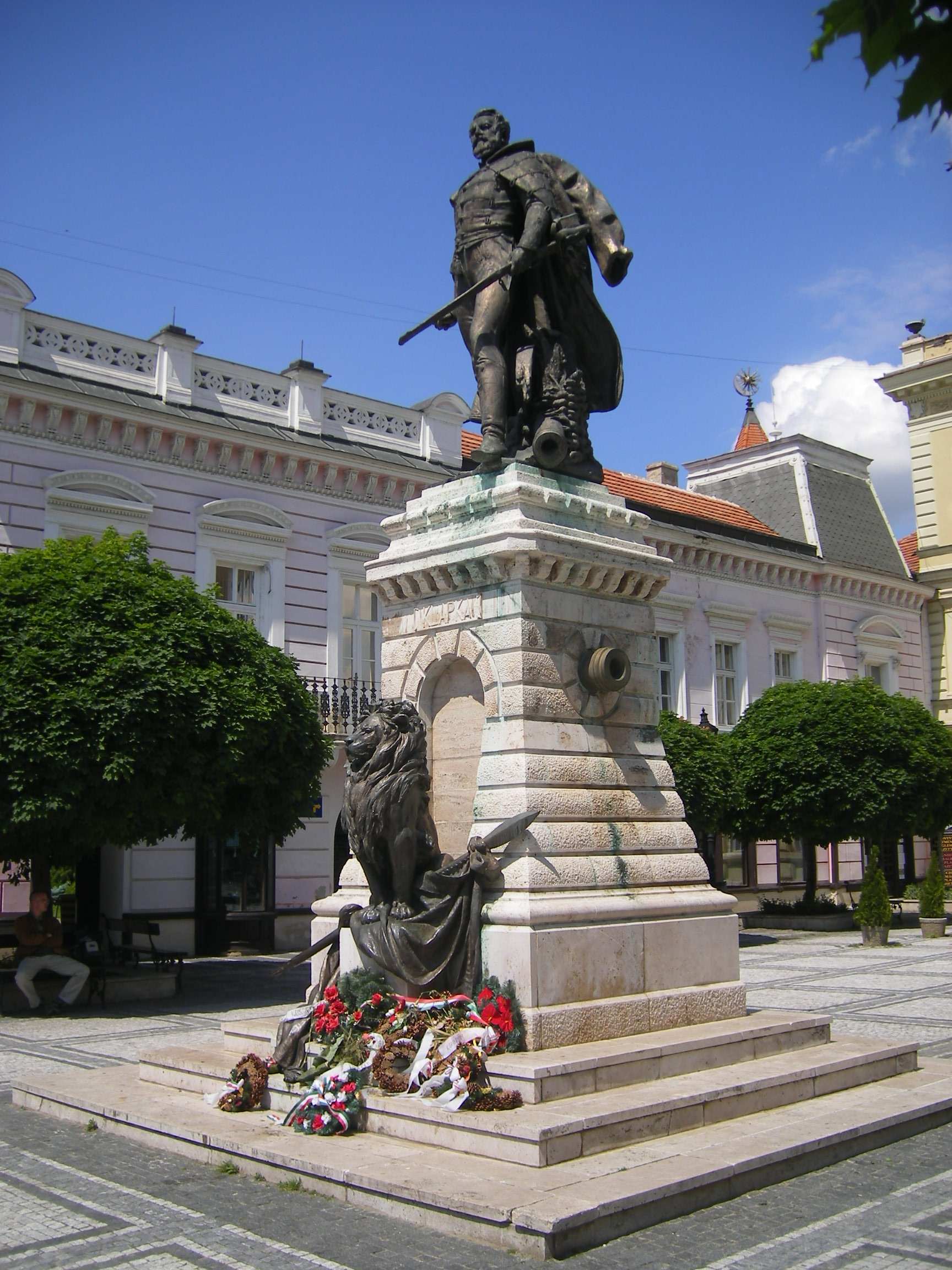
Пам'ятник Дьордю Клапці в Комарно

Після підписання Австро-угорської угоди 1867 року і перебудови Австрійської імперії в двоєдину дуалістичну монархію, Клапка разом з рядом інших угорських емігрантів отримав амністію і дозвіл повернутися на батьківщину. Одразу після повернення його було обрано депутатом угорського парламенту. Він займався реорганізацією угорських промислових підприємств. В 1877 році брав участь в реорганізації турецької армії.
Генерал Клапка помер 17 травня 1892 року в Будапешті. Автор мемуарів, виданих в Лейпцизі в 1850 році, і низки інших книг.
На честь Дьордя Клапки отримав своє друге ім'я англійський письменник Джером Клапка Джером. Під час перебування Клапки в еміграції у Великій Британії батько письменника був його другом.